# Демський Олексій
Олексі́й Миха́йлович Де́мський (псевдо: «Довбак», «Зенон», «Ж», «Охрім», «Очерет», «Шувар», «243»; 1916, с. Липівка, Рогатинська міська громада, Івано-Франківський район, Івано-Франківська область — 11.1955, ?) — український військовик, провідник Рогатинського надрайонного проводу ОУН, лицар Бронзового хреста заслуги УПА.

## Життєпис

Стоїть другий ліворуч Федір Наритник, стоїть посередині Олекса Демський, сидить праворуч Микола Кривень

Освіта — 7 класів. Член ОУН із 1933 р. Керівник підрайонного проводу ОУН (1938—1939). 
У вересні 1939 р. мобілізований до польської армії, учасник польсько-німецької війни. Перебував у німецькому полоні (1939—1940). Вояк батальйону «Нахтіґаль» (05.-08.1941), а відтак 201-го батальйону охоронної поліції «Шуцманшафт» (10.1941-12.1942). 
Провідник Рогатинського повітового проводу ОУН (1943—1944), референт зв'язку (1946), а відтак співробітник технічної ланки (1947—1951) Рогатинського окружного проводу ОУН, провідник Рогатинського надрайонного проводу ОУН (осінь 1951 — 08.1954). 
Захоплений у полон оперативною групою КДБ 27.08.1954 р. неподалік від с. Явче Рогатинського р-ну. Засуджений 18.11.1955 р. до вищої міри покарання — розстрілу, страчений.

## Нагороди
- Згідно з наказом Головного військового штабу УПА ч. 1/45 від 25.04.1945 р. керівник Рогатинського повітового проводу ОУН Олексій Демський — «Довбак» нагороджений Бронзовим хрестом заслуги УПА.

## Вшанування
- 3.10.2019 р. від імені Координаційної ради з вшанування пам'яті нагороджених лицарів ОУН і УПА у м. Рогатин Івано-Франківської обл. Бронзовий хрест заслуги УПА (№ 068) переданий Юлії Демкович, онуці Олексія Демського — «Довбака».
- 28 жовтня 2016 року в його рідному селі відкрито пам'ятник.[1]